# Transverse Ranges
Transverse Ranges je soustava horských pásem v Kalifornii, na západním pobřeží Spojených států amerických. Pohoří se nachází v jižní části Kalifornie, v okolí města Los Angeles. Sousedními horskými jednotkami jsou na severu Kalifornské pobřežní pásmo a na jihu Peninsular Ranges. Nejvyšší horou pohoří je San Gorgonio Mountain (3 505 m).

## Název
V překladu znamená Transverse Ranges Příčná pásma. Na rozdíl od obvyklého severo-jižního směru Pobřežního pásma, se Transverse Ranges rozkládají ze západu na východ.

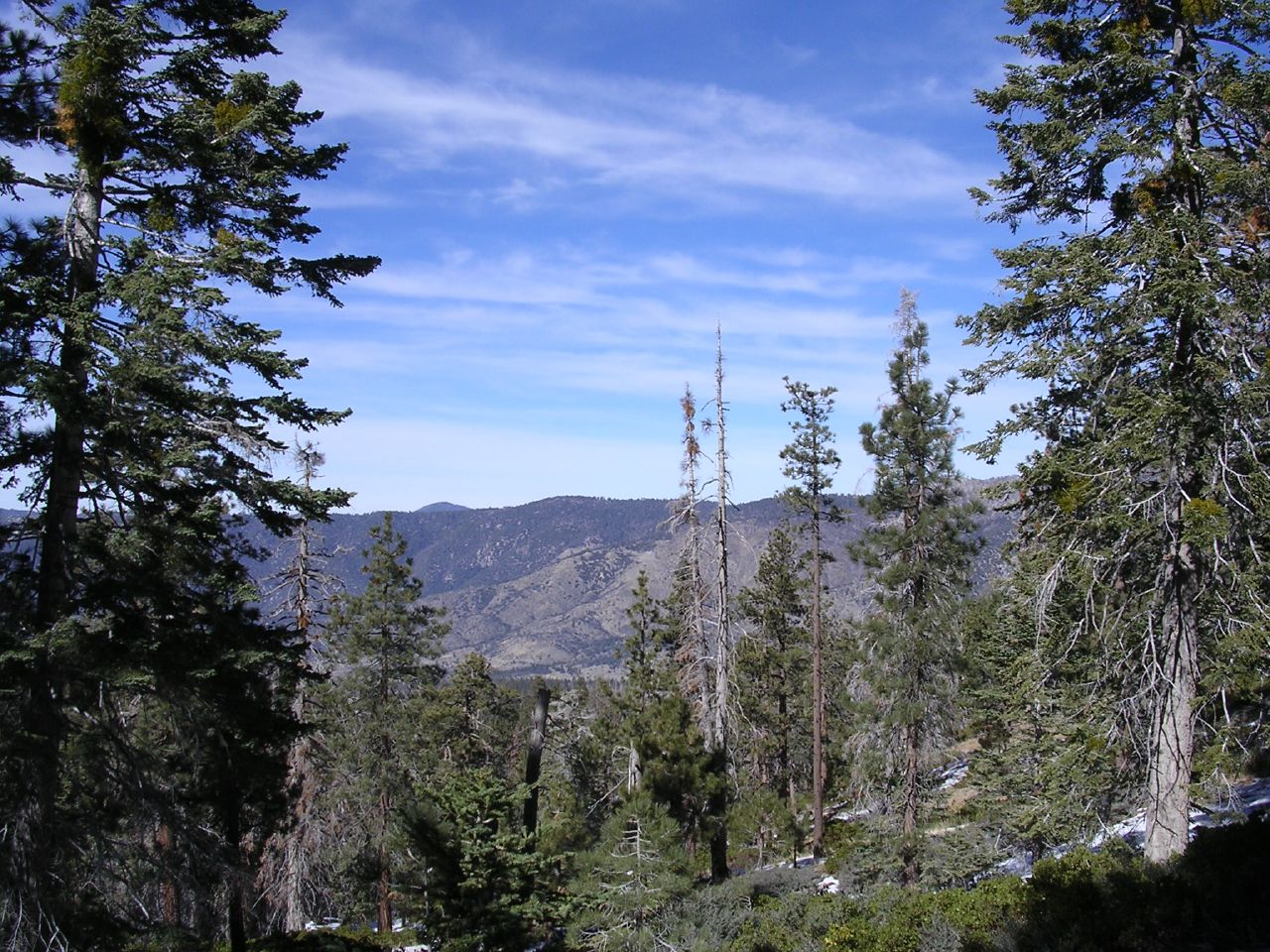
San Bernardino Mountains

## Geografie a geologie
Pohoří je velmi rozsáhlé a tvoří je řada hřbetů a mezihorských pánví o různých nadmořských výškách. Nepočítáme-li Santa Monica Mountains, tvoří horská pásma drsná, méně osídlená krajina. Transverse Ranges je vklíněno mezi Kalifornské pobřežní pásmo a Peninsular Ranges. Pohořím, mezi San Gabriel Mountains a San Bernardino Mountains prochází Sanandreaský zlom.
Transverse Ranges má délku okolo 300 km a maximální šířku okolo 100 km.
V nižších polohách rostou keře a křoviny, ve vyšších polohách jehličnaté lesy. Oblast byla vyzdvižena v období kenozoika. V západní části pohoří je složení hornin velmi různorodé. Nachází se zde horniny sedimentární, vulkanické i metamorfované. Ve východní části dominují hlubinně vyvřelé granity a metamorfované sedimenty.

## Horská pásma

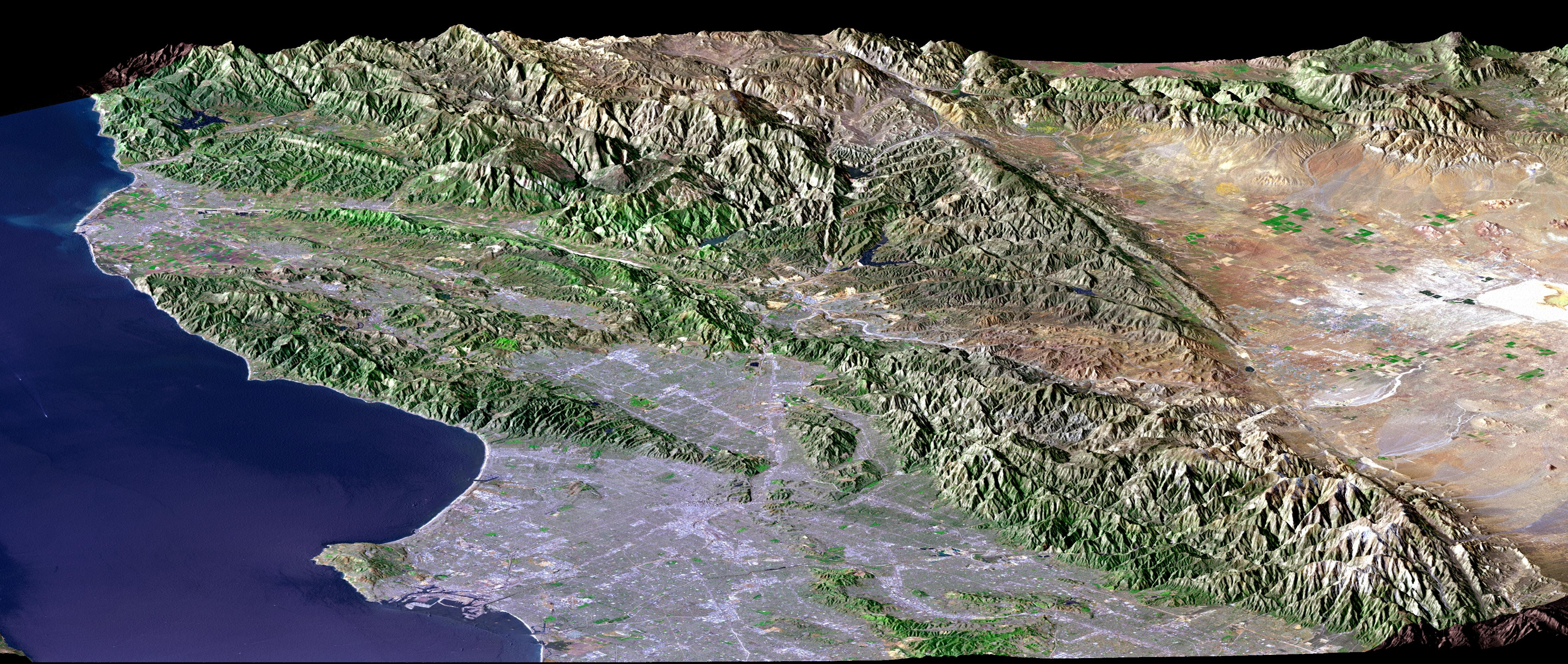
Los Angeles a Transverse Ranges

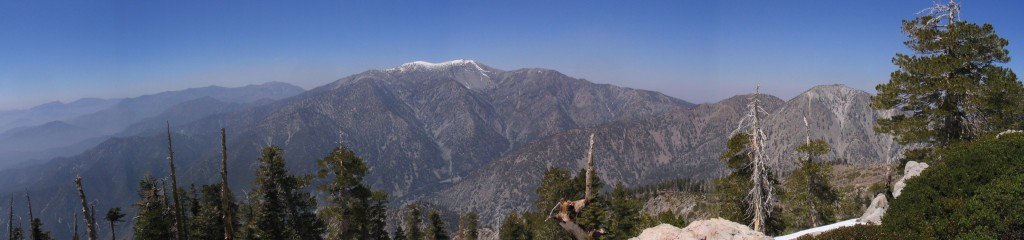
San Gabriel Mountains

- Santa Ynez Mountains
- San Rafael Mountains
- Tehachapi Mountains
- Pine Mountain Ridge
- Topatopa Mountains
- Sierra Pelona Mountains
- Santa Monica Mountains
- San Gabriel Mountains
- San Bernardino Mountains
- Little San Bernardino Mountains[3]

### Nejvyšší vrcholy

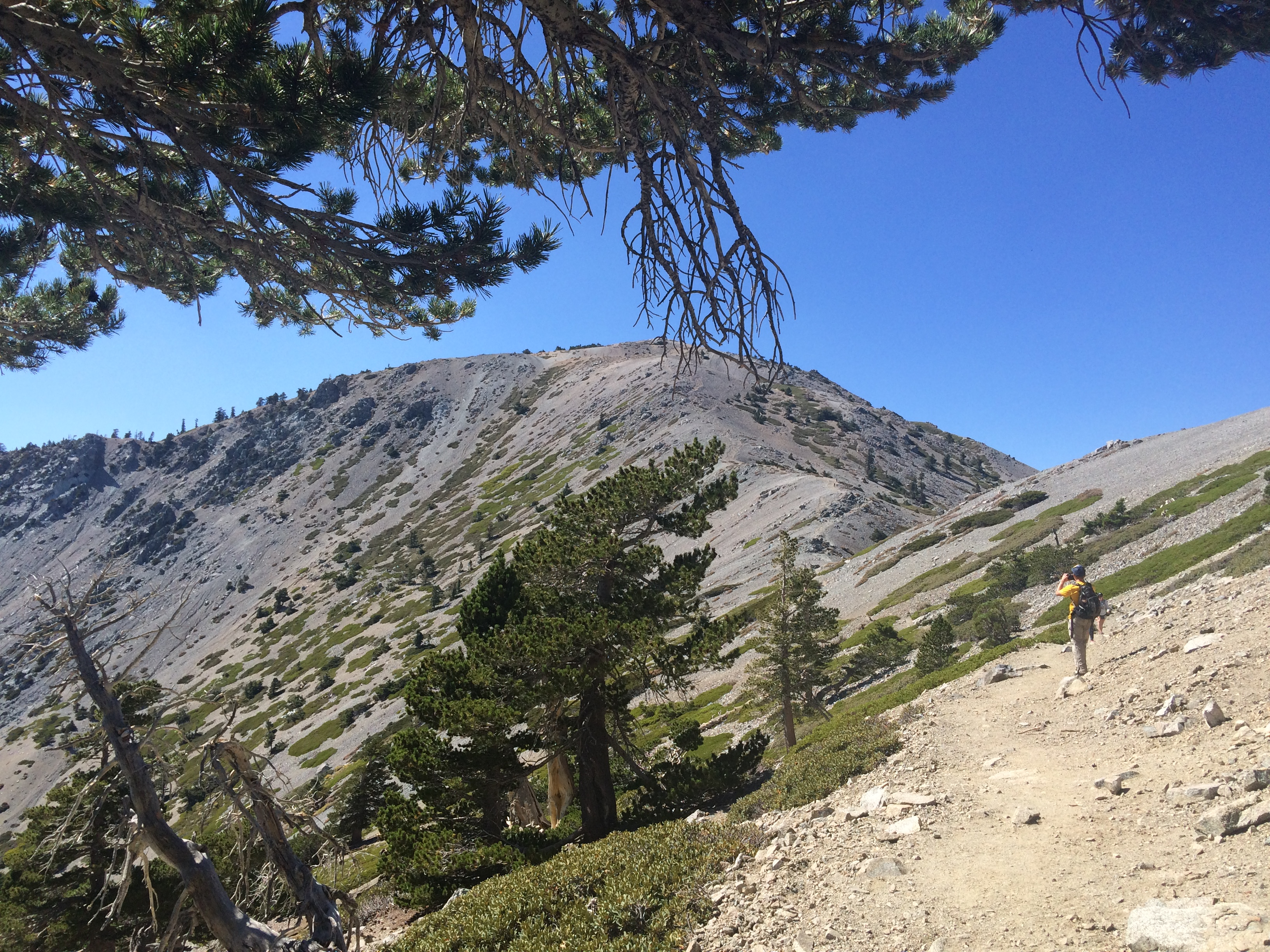
Vrchol Mount San Antonio

- Mount San Gorgonio (3 506 m), San Bernardino Mountains
- Anderson Peak (3 300 m), San Bernardino Mountains
- Mount San Antonio (3 069 m), San Gabriel Mountains
- Mount Baden-Powell (2 867 m), San Gabriel Mountains
- Galena Peak (2 842 m), San Bernardino Mountains